# ربه‌کا فراتی
ربه‌کا فراتی (انگلیسی: Rebecca Ferratti؛ زادهٔ ۲۷ نوامبر ۱۹۶۴) مدل و بازیگر فیلم‌های درجه ب اهل ایالات متحده آمریکا است.
از فیلم‌ها یا برنامه‌های تلویزیونی که وی در آن نقش داشته‌است می‌توان به ایس ونچورا: کارآگاه حیوانات، پلیس بورلی هیلز ۲، سه رفیق و سایبورگ ۳: بازیافت اشاره کرد.